# Joe Pavelski
Joseph „Joe” Pavelski (ur. 11 lipca 1984 w Plover, Wisconsin) – amerykański hokeista pochodzenia polskiego, reprezentant USA, dwukrotny olimpijczyk.

## Kariera klubowa
- Stevens Point High Panthers (2000-2001)
- Waterloo Black Hawks (2001-2004)
- Wisconsin Badgers (2004-2006)
- Worcester Sharks (2006-2007)
- San Jose Sharks (2007-2019)
  -  Dynama Mińsk (2012)
- Dallas Stars (2019-)

Po ukończeniu studiów na University of Wisconsin-Madison, gdzie zdobył mistrzostwo dywizji NCAA, został wybrany z 205. numerem w drafcie 2003 przez San Jose Sharks. Zadebiutował w NHL zagrał w sezonie 2006/2007, zdobywając 7 goli w 12 pierwszych meczach. Od następnego sezonu został graczem stałego składu Sharks. W czerwcu 2008 roku podpisał kontrakt, gwarantujący mu 3,3 miliona dolarów przez następne 2 lata. W czerwcu 2010 roku przedłużył kontrakt z klubem o cztery lata gwarantujący mu 4 miliony dolarów. Od października do końca grudnia 2012 roku na okres lokautu w sezonie NHL (2012/2013) związany kontraktem z białoruskim klubem Dynama Mińsk. W lipcu 2013 przedłużył kontrakt z San Jose o pięć lat. Od lipca 2019 zawodnik Dallas Stars, związany trzyletnim kontraktem.
Uczestniczył w turniejach Mistrzostw Świata 2009, zimowych igrzysk olimpijskich 2010, 2014, Pucharu Świata 2016.
W trakcie kariery zyskał pseudonimy Pav, Little Joe, The Big Pavelski.

## Sukcesy

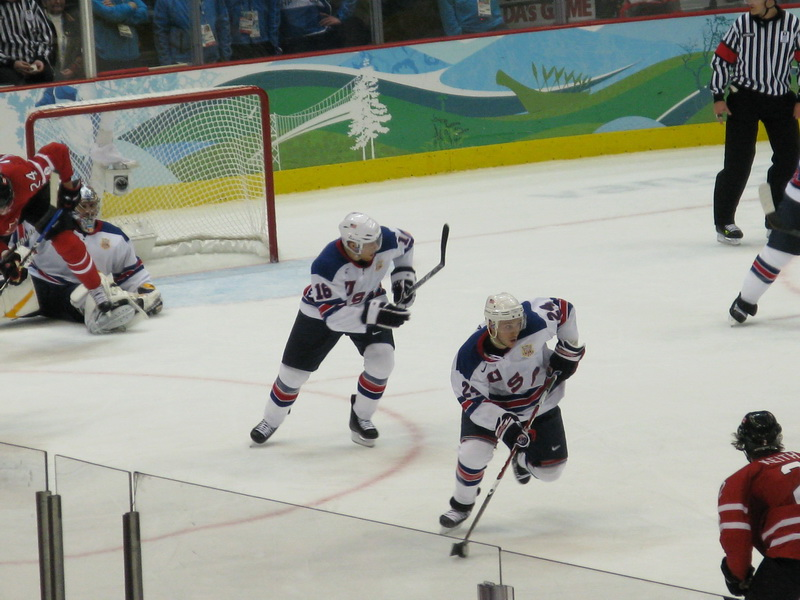
Joe Pavelski (drugi w białym stroju z nr 16) w barwach USA podczas ZIO 2010. Przed nim przy krążku Ryan Callahan (nr 24)

Reprezentacyjne
- Srebrny medal zimowych igrzysk olimpijskich: 2010

Klubowe
- Clark Cup: 2004
- Mistrzostwo NCAA: 2006

Indywidualne
- Sezon USHL 2002/2003:
  - Pierwsze miejsce w klasyfikacji strzelców: 36 goli
  - Skład gwiazd pierwszoroczniaków
  - Pierwszy skład gwiazd
  - Najlepszy pierwszoroczniak sezonu
- Sezon NHL (2013/2014):
  - Trzecia gwiazda miesiąca - styczeń 2014
  - Trzecie miejsce w klasyfikacji strzelców w sezonie zasadniczym: 41 goli
- Występ w Meczu Gwiazd NHL w sezonie  2015-2016
- Występ w Meczu Gwiazd NHL w sezonie  2016-2017

Wyróżnienia
- Najlepszy juniorski zawodnik roku w USA: 2004

## Życie prywatne
Jego przodkowie pochodzili z Polski. Ich potomkowie zmienili pierwotne nazwisko Pawelski na Pavelski. Jego rodzicami są Sandy i Mike Pavelski. Jego brat Scott (ur. 1989) jest także hokeistą. Został współwłaścicielem klubu Janesville Jets, występującej w rozgrywkach NAHL.